# ブスっ子くらぶ
ブスっ子くらぶとは1985年に結成された当初8人組の女性アイドルグループである。2年間でシングル3枚リリース後に解散。

## 来歴
- 当時東京で流行した女子大生パブ「ブスっ子くらぶ」のキャンペーンで、11店舗6000人の中からオーディションにより選出された。

### メンバー
- てるえ
（1964年8月22日東京都葛飾区生まれ、千葉県柏市育ち。現・新川てるえ）作家・コメンテーター・家族問題カウンセラーとして、女性の自立支援や子どもの健全育成と家庭問題に関わる活動（NPO法人ウインク）を行っている。2012年NPO法人M-STEP[1]を設立、子連れ再婚家庭（ステップファミリー）の支援を行っている。
- ひろこ
- ゆき
- なお
- えみこ
- りょうこ
- ゆかり
- あおい

## 出演

### 映画
- 「祝辞」（1985年 松竹映画、監督：栗山富夫） OL・他 役

### CM
- 「中国フルーツ飲料」 (1987年頃 日清サラダ油)

## 音楽活動

### シングル
- 「女の子は顔じゃない」（1985年12月 トーラス）詞：村越昭彦、曲：多々納好夫、編曲：小林信吾
C/W 「女の子は顔じゃない（ブスっ子のナイジョ話）」ナレーション
※1987年になとりチーズ鱈のCMソングとして使用。本人たちも出演していた。
- 「高校時代」（1986年5月 トーラス）詞：村越昭彦、作・編曲：伊豆一彦
C/W 「おしゃれ ni ガンバ!（ブスっ子応援歌）」詞：村越昭彦、曲：多々納好夫、編曲：伊豆一彦
- 「ひと夏の経験'87」（1987年4月 クラウン）詞：千家和也、曲：都倉俊一、編曲：淡海悟郎
C/W 「Color Shuffle」詞：あさくらせいら、作・編曲：遠藤晶美
※ひと夏の経験'87は山口百恵のカバー曲
オリコン最高95位。ブスっ子くらぶ唯一のオリコン100位入り作品。